# E (Enslaved)
E è il quattordicesimo album in studio del gruppo musicale progressive black metal norvegese Enslaved, pubblicato nel 2017 dalla Nuclear Blast Records.
Per le tracce Storm Son e The River's Mouth sono stati pubblicati dei video di presentazione.
Della grafica di copertina dell'album se ne è occupato lo studio Truls Espedal, come accade dai tempi di Monumension del 2001.

## Tracce
1. Storm Son – 10:54
2. The River's Mouth – 5:12
3. Sacred Horse – 8:12
4. Axis of the Worlds – 7:49
5. Feathers of Eolh – 8:06
6. Hiindsiight – 9:32

Tracce bonus
1. Djupet – 7:39
2. What Else Is There? – 4:44 – cover dei Röyksopp

## Formazione
Gruppo
- Ivar Bjørnson - chitarra, tastiere, voce addizionale
- Grutle Kjellson - voce, basso
- Arve Isdal - chitarra solista
- Cato Bekkevold - batteria, percussioni
- Håkon Vinje - tastiere, voce pulita

Altri musicisti
- Daniel Mage – flauto (Feathers of Eolh)
- Kjetil Møster – sassofono (Hiindsiight)
- Einar Kvitrafn Selvik – voce (Hiindsiight)
- Iver Sandøy – batteria, effetti (Djupet)